# Darla Haun
Darla Haun (ur. 10 listopada 1964) – amerykańska aktorka, prezenterka telewizyjna i modelka.

## Biografia
Darla Haun urodziła się w 1964 roku w Los Angeles. Uczęszczała do Highland Hall Waldorf School w Los Angeles, a następnie ukończyła studia aktorskie w New York Film Academy w Los Angeles z tytułem licencjata. Posiada również tytuł magistra „psychologii duchowej” (Spiritual Psychology).
Jako aktorka zadebiutowała w 1985 roku, grając przeważnie drugoplanowe bądź epizodyczne role w filmach i serialach telewizyjnych.
Rozpoznawalna jest też jako modelka i prezenterka telewizyjna w programach typu Infomercial (programy reklamowe). W programach tych przedstawiała takie produkty jak sprzęt treningowy, urządzenia i narzędzia elektryczne, sprzęt kuchenny, detergenty, żywność dietetyczna itd.
W 1994 roku poślubiła operatora filmowego Kima Haun. Mieszka w Marina del Rey w Kalifornii.

## Wybrana filmografia
- 1990: Red Snow
- 1994: Married People, Single Sex
- 1995: Dracula – wampiry bez zębów (Dracula: Dead and Loving it)
- 1995–1996: Night Stand (serial tv)
- 1996: Walnut Creek
- 1997: Sunset Beach (serial tv)
- 1997: Jenny (serial tv)
- 1998: When Passions Collide
- 2001: Totally Blonde
- 2003: Return to the Batcave: The Misadventures of Adam and Burt
- 2009: The Pool Boys
- 2009: Gotowe na wszystko (Desperate Housewives, serial tv)
- 2009: Melrose Place (serial tv)
- 2011: Szalona noc (Take Me Home Tonight)
- 2016: 96 Souls